# NGC 2368
NGC 2368 est un jeune amas ouvert situé dans la constellation de la Licorne. Il a été découvert par l'astronome britannique John Herschel en 1828. Selon la base de données WEBDA, il se pourrait que NGC 2368 ne soit pas un réel amas ouvert.
On ne connait pas la distance qui nous sépare de NGC 2368. Les dernières estimations donnent un âge de 5,5 millions d'années. La taille apparente de l'amas est de 3 minutes d'arc

Selon la classification des amas ouverts de Robert Trumpler, cet amas renferme moins de 50 étoiles (lettre p) dont la concentration est faible (IV) et dont les magnitudes se répartissent sur un intervalle moyen (le chiffre 2).